# 福圓美里
福圓 美里（ふくえん みさと、1982年1月10日 - ）は、日本の声優、舞台女優。東京都出身。StarCrew所属。
旧芸名は桜木 美里（さくらぎ みさと）。

## 経歴

### 生い立ち
東京都で誕生。
子供のころから演じることは好きで、プロとしてしていたわけではないが、「本当に趣味でもなんでもいいから、一生板の上に立てていられたらいいや」と思った。一方、引っ込み思案であり、「子役がやりたい」「ステージや映画に出たい」と前に出るタイプではなかった。しかし、「何か自分とは別の存在になって、観ている人に何かを伝えたい」という変身願望のようなものもあった。
小学6年生の時、友人が当時表に出始めていた頃だった職業としての声優を教えてもらい、「そうか、これも“演じる”ということの一つなんだ」と思った。その友人から誘われて映画『幽☆遊☆白書』を観に行き、そのパンフレットを見ていたところ『幽☆遊☆白書』の声優たちが載っており、その時まで「声優という存在がいる」という発想すらなかったことから、キャラクター名と声優の名前が並列しているのを見た時はかなりの衝撃だった。その時、「アニメのキャラクターに声を当てている人がいるんだ!」と一度思い始めたところ、無性に「その人たちがどういう人なのか知りたい!その世界を見てみたい!」とも思うようになった。アニメーションが好きだったこともあり、純粋に興味が湧き、「このお仕事の裏側を見てみたい」と声優を目指したという。
小・中・高の一貫校に通っており、その学校は芸能事は禁止となっていた。そのため学外では活動できず、中学生になってからは演劇部に所属し、そこで演劇に触れた。その後は30人くらいしか入らないような小劇場で、ホコリまみれになりながら芝居をしていた時期もあったという。
当時は学校行事や部活などで、「好きだから参加して楽しい」というだけで満足しており、「アマチュアでいいからずっと続けていきたいな」と思っていたという。ただし、前述の通り、小・中・高の一貫校に通っていたこともあり、部活も中学生と高校生が一緒にしていたため、上下関係が非常に厳しく、部員も多い分役に付くのも容易ではなかった。中学3年生でキャスト選考に漏れ、1年間スタッフをしないといけなくなった。その時に、「1年間芝居ができないのはきついな〜……そうだ!声だけだったら、学外でやっていてもバレないんじゃない?」と思い、当時声優の一般公募オーディションが流行していたため、「それに応募してみよう!」と思い立った。

### キャリア
オーディション情報誌『De☆View』や、ゲーム誌やラジオ、更に友人からの情報など、いくつかオーディション情報を探しており、「とにかく早くデビューしたほうが有利だ」と思っていた。18歳を超えてから声優養成所に入所する場合、間口も広い分希望者も増えることから、「中高生のうちにデビューしたほうが希少価値が上がるな」、「なんとかどれかには引っ掛かりたい!」と思い、色々なオーディションを片っ端から応募していた。当初は何度か落ちたが、その都度対策を考えて、再度受けることを繰り返していくうちに、15歳の時にオーディションを受けて合格した。1998年に、ゲーム『Etude prologue 〜揺れ動く心のかたち〜』で声優として桜木美里の名義でデビューする。当時は親に内緒で受けており、親がそれを知った時は激怒された。親同伴ではないといけないオーディションがあり、初めて「付いてきてほしい」と頼んでいたが、ものすごく怒られ、「絶対に反対」と言われていた。この際は「自分もズレているな」と思ったが、「受かっちゃいさえすれば、何も言わないんじゃないかな」と思い、「受かっても断るかもしれないし、続けるかもわからないし、とりあえずついてきてほしい」と説得し、実際に合格した後は何も言われなかった。なお、福圓美里の名義でのデビュー作は、2000年放送のテレビアニメ『BOYS BE…』である。
初めてアニメの収録に参加した時は「声優は演じるのが仕事」と思っていたが、アフレコなどのことがよく分からず、そのまま終わってしまったという。
(株)Doa The・声優塾8期卒業。2003年シグマ・セブン所属。
2004年に門脇舞（現・門脇舞以）と福圓による声優ユニット「TAMAGO」（たまご）を結成した。同じく2004年に松崎亜希子と平松あやと福圓の3人による演劇ユニット「乙女企画クロジ☆」（現在は「クロジ」）を結成している。ちょうど事務所に所属した頃で、以前から舞台をしていたが、その時はほとんど声の活動だけになり、「やっぱり舞台もやっていかなければ厳しいな」と思ったこと、自分が「面白い」と思える演劇を作ってみたかったこと、長く活躍できる役者・声優でいるためにどうしたらいいかを考えていたこと、現場は流動的であっという間に終わってしまうことから、「どこか別に研鑽を積める場所が必要だ」と思い至った。それで、松崎が立ち上げた劇団の公演を観に行き、「今だったら、この人と同じ目線でものが考えられるかもしれない」と感じ、「一緒にやらない？」と話をしていた。劇団を立ち上げたところだんだんと楽しくなっていき、そうしていくうちに、徐々に福圓たちの作る世界を好んでくれる客が集まってくれるようになった。なお2006年に平松が体調不良を理由に脱退し、以降は松崎と福圓の2人で活動している。2018年時点は、その人物たちに年に一度の公演を楽しんでくれることが劇団を続ける理由で時間とともに、どんどん目的が変わってきてしまったという。
2008年8月上旬に体調不良により声が出なくなってしまい、出演予定だったテレビアニメ『喰霊―零―』の和泉マミ役を降板した。また、福圓が出演していたラジオ番組『水樹奈々 スマイルギャング』についても回復に専念するために休んだり、自身のブログも7月30日付から半月ほど更新を停止していた。その後回復し、活動を再開している。2021年3月27日より食中毒系の腸炎で入院し、4月1日に退院した。
2005年には海外アニメ『イウォーク物語』でマラーニ役を吹き替えを担当している。

### 現在まで
2022年3月31日をもってシグマ・セブンを退所し、翌4月1日よりStarCrewに所属。

## 人物
一般的な愛称としてはミサトンが知られる。
尊敬する声優は折笠富美子。好きな役者は大竹しのぶ。
近藤佳奈子、小倉結衣とは中学・高校時代以来の友人で、近藤佳奈子とは中学時代からの盟友でもある。近藤佳奈子とは『アクセル・ワールド』で共演をしている。音響監督の田中英行は高校時代からの恩師である。市来光弘と生年月日・血液型・職業が一緒で、かつて住んでいた住所、母親の名前まで一致する。さらに携帯電話の機種まで被ったこともある。2009年1月9日には乙女企画クロジ☆のサプライズで、初めて一緒に誕生日を祝い合ったという。
20歳の時は声優業の傍らウェイトレスのアルバイトもしていた。また、選挙カーのウグイス嬢の経験もあるが、車酔いのためすぐに辞めざるを得なかった。
The・声優塾の同期は安元洋貴、西田紘二、斉藤隆史。安元によると養成所時代、誰よりもかみついて、泣きながらもしていたことから凄かったという。安元曰く福圓が同期にいたことはデカく「すげぇなアイツ、クソッ」といい発奮材料だったという。

### 特色
2009年の『ときめきメモリアル4』の大倉都子役でヤンデレ（精神的に病んだ状態での愛情表現）を得意とする声優として認知された。また、前所属事務所シグマ・セブンおよび現所属事務所StarCrewの先輩である水樹奈々と共に、ラジオ『水樹奈々 スマイルギャング』のパーソナリティ（番組内で本人は「副ヘッド」と呼ばれる）を長年務めている。
福圓にとって舞台は、「仏像」を彫り出すようなイメージで、木を皆で彫り観音様を彫り出すように、完成形に向かって少しずつ掘り進めるという。声優の場合は、皆が持ってきたプロの技量を使い素早く一夜城を作り上げるイメージで、裏付けされた自力をその場で瞬時に察知し合いながら進めていくといい、「速いスピードで進むので、瞬発力がとても大事だな」と語る。
声優の仕事で、舞台での経験が活かされたと思う場面については、定期的に舞台をしていないと声の芝居が表面的になる気がしていた。自分の体を動かして芝居をした直後のほうが、よい仕事ができている気がしており、発想力も広がり、ステレオタイプの芝居にならず、人間味をより伝えられている気がしている。2018年のインタビューによると、舞台を見てくれた人物から「この役をやってくれないか」と声の仕事を振ってくれることも結構あるという。
オーディションの時に、気をつけることは模索しているが、「出来るだけ合わせないこと」という。「このキャラクターでこういう台詞なら、こう読みたくなるよね」といったテンプレートを真っ直ぐ演じて魅力的になるタイプの役者ではないため、出来るだけ皆がしないと思われる解釈をして、合わせないことを大事にしたほうがオーディションに合格することが多いという。
根が小心者のため、若いころはできるだけ早くOKを出して迷惑をかけないことばかりを考えていた。2018年時点では、「短い時間の中でも拘りや想いは必要」と思っており、「自分がこの役でやりたいことをハッキリ出したほうが、良い結果になる」と考えるようになったという。

### エピソード
ゲーム『卒業M』のファンのための企画で、3人出演できる募集に参加し、二次まで通過。その時の二次に合格した後に名前が雑誌に掲載され、同じく二次に合格した新谷良子は、ものすごい縁を感じていたという。
『ときめきメモリアル4』の大倉都子役のオーディションを受けた際、福圓が声を演じた「ヤンデレ」ぶりが他の声優陣の群を抜いていて、それがオーディション合格の大きな決め手になった。福圓が都子役のオーディションを受けた理由は、都子の設定が書かれた原稿を読み彼女の設定の「ヤンデレ」に惹かれ、「絶対に都子をやりたい」と思ったからだという。福圓の都子への思い入れが深かったこともあり、その評判は福圓も気にしていたという。
特に「ときめきメモリアルシリーズ」の歴代作品のヒロインの中で、ヤンデレという設定を持つヒロインは都子が初だったため、自身が演じたヤンデレの都子が同シリーズのファンに受け入れてもらえるか不安だったことを、ラジオCD『あなたと!ときめきメモリアル』の録り下ろしラジオにゲスト出演した時に福圓自身が語っている。しかし、この福圓が抱いた不安は杞憂に終わり、都子はヤンデレの設定から『ときめきメモリアル4』の発売後の話題を独占し、メインヒロインを超えるほどの人気を誇った。
このため、同作の漫画版のヒロインや発売元のコナミが運営する携帯電話用サイトのコナミネットDXでは、『ときめきメモリアルメールドラマ』の『4』としてのヒロインを務め、さらに専用の抱き枕カバーやグッズも発売された。同作で福圓は、都子の持つうさぎのぬいぐるみの声も担当している。
『ストライクウィッチーズ』では、主人公の宮藤芳佳役を演じているが、2012年時点から7～8年くらい前の『ストライクウィッチーズ』のオーディションでは、フレッシュさをひねり出して演じていた。芳佳とは身長も一緒で、信じたら突き進むなどの性格も似ていたと福圓は語っている。一時期周囲のパワーに圧倒されて引っ込み思案になった時があった。そういう時はおとなしい役などが続いていたものの、2012年時点では芳佳のような、少し抜けているが、元気で真っ直ぐな性格の役を演じる事が多いという。
2012年より、『スマイルプリキュア!』で主人公の1人である星空みゆき（キュアハッピー）役を務めている。この約1年前に行われた水樹奈々の座長公演である舞台『異説龍馬維新伝』に千葉さな子役で出演した。この舞台には水沢史絵も出演しており、水樹と水沢はこの舞台が上演されたのと同時期に放送されていた『ハートキャッチプリキュア!』にてそれぞれプリキュアを演じていた。2人がそれを基にした小ネタを行ったのに乗っかる形で、この舞台において「キュアマジックリン」と名乗りを上げたことがある。この舞台での様子を受けて後日マネージャーに出たいのかと聞かれ、「出たいです」と答え、マネージャーはこれに応じる形で『スイートプリキュア♪』のころからオーディションを受けられるようにスケジュール調整を行ってくれたという。『スマイルプリキュア!』のオーディションでは当初、キュアピース役を受けて貰っていたが、主人公役のキュアハッピーに当初から挑戦したいと考えた福圓は、キュアピースの台詞を最大限にキュアハッピーに寄せて読んだことで、キュアハッピー役のオーディションも受けることになり、スタッフに受けて抜擢されたという。『スマイルプリキュア!』に主人公として出演することが発表された直後にこのことがネット上で取り上げられたことから、自身のTwitterで、「キュアマジックリンとか言ってたのが嘘みたい（笑）」と書き記した。演じていた当初は「なんで星空みゆきはこんなに元気なんだ！声がもたない！」と思っていた。セリフで幸せや楽しいと思えることを言い続けていたところ、仕事を終えた後に幸せな気分で帰って来た自分に気付いたと語る。
『僕のヒーローアカデミア』ではトガヒミコ役を演じているが、音響監督の三間雅文から収録時に「声のお仕事をしている福圓さんではなくて、舞台で演じているときの枠を外れた感じが欲しい」という注文を受けたという。

## 出演
太字はメインキャラクター。

### テレビアニメ
2000年
- BOYS BE…（栗原綾）

2001年
- 新白雪姫伝説プリーティア（初）

2002年
- ふぉうちゅんドッグす（シーナ）

2003年
- E'S OTHERWISE（ラファエル）
- さいころボット コンボック（綾小路タクミ）
- しましまとらのしまじろう（リッチー、クウモ 他）
- BPS バトルプログラマーシラセ（天野美紗緒）
- 魔探偵ロキRAGNAROK（えっちゃん）
- 魔法遣いに大切なこと（西原勇太）

2004年
- あたしンち（2004年 - 2005年、いとこC / ヒロくん、女性D 他）
- 頭文字D Fourth Stage（女B）
- GIRLSブラボー（2004年 - 2005年、ヒカゲ） - 2シリーズ
- 学園アリス（ヘッドホン君）
- カレイドスター　新たなる翼（さやか）
- サムライチャンプルー（子供）
- 蒼穹のファフナー（立上芹）
- 花右京メイド隊 La Verite（女の子）
- マシュマロ通信（2004年 - 2005年、サンディ）
- MEZZO -メゾ-（可奈子）
- ゆめりあ（コネコ）

2005年
- 苺ましまろ（紺野さん）
- UG☆アルティメットガール（小春野白絹）
- かみちゅ!（チョウ）
- クレヨンしんちゃん（2005年 - 2025年、レイナ、春野白絹、亜矢、廉、大内佳寿代、穴雪丈、天木姉江、育菜 他）
- 交響詩篇エウレカセブン（アゲハA）
- 極上生徒会（青木真美）
- 地獄少女（目黒）
- ドラえもん（テレビ朝日版第2期）（2005年 - 2022年、男の子D、ミズエ、総理の息子、智也、ロボ美、正直太郎 他）
- ふしぎ星の☆ふたご姫（2005年 - 2007年、リオーネ） - 2シリーズ
- BLACK CAT（2005年 - 2006年、イヴ、ティアーユ＝ルナティーク）
- ブラック・ジャック（2005年 - 2006年、女子生徒、看護師）
- MONSTER（マルティン〈少年〉）

2006年
- ウィッチブレイド（佐々木ユウキ）
- エンジェル・ハート（女の子）
- ガラスの艦隊（仮面舞踏会の女1）
- 銀河鉄道物語 〜永遠への分岐点〜（リナ）
- GO!GO!カートくん（スティーブくん、クッキー）
- コードギアス 反逆のルルーシュ（女生徒）
- シュヴァリエ 〜Le Chevalier D'Eon〜（頭蓋骨）
- 女子高生 GIRL'S-HIGH（藍子）
- 爆球Hit! クラッシュビーダマン（月野コン太）
- 働きマン（渚マユ）
- 祝!（ハピ☆ラキ）ビックリマン（2006年 - 2007年、ルパ助、聖天テラ）
- びんちょうタン（ちくリン）
- ふたりはプリキュア Splash Star（友也）
- マージナルプリンス〜月桂樹の王子達〜（幼い春也）
- まじめにふまじめ かいけつゾロリ（子供D）
- 魔法食堂チャラポンタン（プー、モチ）
- 流星のロックマン（2006年 - 2008年、響ミソラ） - 2シリーズ
- REC（声優A、主演声優 ） - ノンクレジット
- RED GARDEN（リーズ・ハリエット・メイヤー）

2007年
- おおきく振りかぶって（2007年 - 2010年、篠岡千代） - 2シリーズ
- 機神大戦ギガンティック・フォーミュラ（エリー）
- ゲゲゲの鬼太郎（第5作）（2007年 - 2008年、カズオ、真奈美）
- シャイニング・ティアーズ・クロス・ウィンド（リュウナ）
- 精霊の守り人（ニムカ）
- DARKER THAN BLACK -黒の契約者-（銀〈イン〉）
- Devil May Cry（パティ）
- ひだまりスケッチ（2007年 - 2013年、夏目、中山） - 4シリーズ + 特別編3本

2008年
- アリソンとリリア（カルロ）
- ストライクウィッチーズ（2008年 - 2020年、宮藤芳佳） - 3シリーズ
- ソウルイーター（エルカ＝フロッグ）
- それいけ!アンパンマン（スケールちゃん〈5代目〉）
- とある魔術の禁書目録（2008年 - 2019年、土御門舞夏） - 3シリーズ
- To LOVEる -とらぶる-（2008年 - 2015年、金色の闇、ティアーユ・ルナティーク、小暮幸恵） - 4シリーズ
- のらみみ2（カブレロ）
- バトルスピリッツ 少年突破バシン（2008年 - 2009年、ナナリン、女子アナ、学級委員、セツ子）
- 薬師寺涼子の怪奇事件簿（貝塚さとみ）
- 夜桜四重奏 〜ヨザクラカルテット〜（2008年 - 2013年、槍桜ヒメ） - 2シリーズ
- ロザリオとバンパイア（黒乃胡夢） - 2シリーズ
- ワールド・デストラクション 〜世界撲滅の六人〜（アン）

2009年
- 怪談レストラン（2009年 - 2010年、つぼひめさま、池上かおり）
- こばと。（森川ゆきの）
- DARKER THAN BLACK -流星の双子-（予告、銀〈イン〉）
- 鋼の錬金術師 FULLMETAL ALCHEMIST（エリシア・ヒューズ）
- チャッピーとエミの大冒険・サラブレッドの始祖を求めて…（エミ）

2010年
- 極上!!めちゃモテ委員長 セカンドコレクション（美村魔子）
- ソ・ラ・ノ・ヲ・ト（ユミナ）
- デュラララ!!（2010年 - 2016年、三ヶ島沙樹） - 4シリーズ
- とある科学の超電磁砲（2010年 - 2013年、土御門舞夏） - 2シリーズ
- ポケットモンスター ベストウイッシュ（2010年 - 2013年、サトシのミジュマル、シューティーのプルリル、ラングレー、アラタのユニラン、ルークのハハコモリ、ノボリのシャンデラ、カミツレのエモンガ、レイジのリグレー、リンゾーのブルンゲル 他） - 2シリーズ

2011年
- ウルヴァリン（ミン）
- 神様ドォルズ（枸雅詩緒）
- テレビまんが 昭和物語（山崎裕子）
- BLOOD-C（求衛のの、求衛ねね）
- 僕は友達が少ない（2011年 - 2013年、志熊理科） - 2シリーズ
- 魔乳秘剣帖（小影）
- よんでますよ、アザゼルさん。（モモニャン）

2012年
- アクセル・ワールド（コバルト・ブレード）
- Another（杉浦多佳子）
- アルカナ・ファミリア -La storia della Arcana Famiglia-（エルモ）
- 織田信奈の野望（前田犬千代）
- ガールズ&パンツァー（2012年 - 2013年、角谷杏）
- 銀魂'（桜島千春）
- さんかれあ（ばーぶ）
- スマイルプリキュア!（2012年 - 2013年、星空みゆき / キュアハッピー / バッドエンドハッピー）
- だから僕は、Hができない。（福宗イリア）
- 黄昏乙女×アムネジア（小此木ももえ）
- たまごっち!シリーズ（2012年 - 2015年、ゆめみっち） - 3シリーズ
- 探検ドリランド（イリア）
- 謎の彼女X（椿陽子）

2013年
- 革命機ヴァルヴレイヴ（野火マリエ） - 2シリーズ
- のんのんびより（2013年 - 2021年、宮内ひかげ） - 3シリーズ
- ぴっちぴち♪しずくちゃん（ゲンジ君）
- まおゆう魔王勇者（女魔法使い）

2014年
- ポケットモンスター XY（アリー姫）
- ハピネスチャージプリキュア!（キュアハッピー） - 10周年記念メッセージ
- ドラゴンコレクション（2014年 - 2015年、パピー、美女）
- M3〜ソノ黒キ鋼〜（弓月マアム）
- まじもじるるも（チロ）
- 金田一少年の事件簿R（潮美波留）
- ふうせんいぬティニー（2014年 - 2016年、ラビィ） - 2シリーズ

2015年
- ジョジョの奇妙な冒険 スターダストクルセイダース（イギー）
- 蒼穹のファフナー EXODUS（立上芹）
- プラスティック・メモリーズ（若苗ソウタ）
- 魔法少女リリカルなのはViVid（コロナ・ティミル）

2016年
- 蒼の彼方のフォーリズム（倉科明日香）
- テイルズ オブ ゼスティリア ザ クロス（2016年 - 2017年、エドナ） - 2シリーズ
- ハルチカ〜ハルタとチカは青春する〜（藤間弥生子）
- 美少女戦士セーラームーンCrystal Season III（ちびうさ / セーラーちびムーン）
- ViVid Strike!（コロナ・ティミル）
- Fate/kaleid liner プリズマ☆イリヤ ドライ!!（田中）
- ブレイブウィッチーズ（宮藤芳佳）

2017年
- BanG Dream!（2017年 - 2019年、海野夏希） - 2シリーズ
- ひとりじめマイヒーロー（勢多川メグミ）
- 18if（上川菜月）
- 僕のヒーローアカデミア（2017年 - 2024年、トガヒミコ） - 6シリーズ
- つうかあ（鈴木なぎさ）

2018年
- BEATLESS（如月明日菜）
- ロード オブ ヴァーミリオン 紅蓮の王（白木優羽莉）

2019年
- ぱすてるメモリーズ（女の子B）
- ストライクウィッチーズ 501部隊発進しますっ!（2019年 - 2021年、宮藤芳佳） - 2シリーズ
- 八月のシンデレラナイン（高坂椿）
- ポチっと発明 ピカちんキット（山中湖律子）
- ナカノヒトゲノム【実況中】（上野ムラサキ）
- おしりたんてい（リリィ）
- かいじゅうステップ ワンダバダ（2019年 - 2020年、カネちゃん）
- 戦×恋（ウル / 弓削孝）

2020年
- 虚構推理（弓原紗季）
- 恋とプロデューサー〜EVOL×LOVE〜（受付嬢）

2021年
- ドラゴン、家を買う。（ネル）
- KICK&SLIDE（ベアベア）

2022年
- ダンス・ダンス・ダンスール（生川夏姫）
- もっと!まじめにふまじめ かいけつゾロリ（ライラ）
- ポケットモンスター（2022年 - 2023年、サトシのミジュマル） - 2シリーズ
- 連盟空軍航空魔法音楽隊ルミナスウィッチーズ（宮藤芳佳）
- ふしぎ駄菓子屋 銭天堂（佐野のぞみ）

2023年
- 天国大魔境（ミミヒメ）
- 鬼滅の刃 刀鍛冶の里編
- デッドマウント・デスプレイ（雷小幽） - 2シリーズ
- ひろがるスカイ!プリキュア（キュアハッピー）
- BanG Dream! It's MyGO!!!!!（海野夏希）
- アークナイツ（2023年 - 2025年、グレースロート） - 2シリーズ

2024年
- 魔法少女にあこがれて（ヴェナリータ）
- 終末トレインどこへいく?（マツタケイコ）
- 声優ラジオのウラオモテ（朝加美玲）
- ポケットモンスター（第8シリーズ）（ゼイユ）

2025年
- 誰ソ彼ホテル（タロット女 / 保科由美）
- 殿と犬（神様） - 4バージョン共通
- かいじゅうせかいせいふく（がおがお）
- 勘違いの工房主〜英雄パーティの元雑用係が、実は戦闘以外がSSSランクだったというよくある話〜（ファミル）
- 9-nine- Ruler’s Crown（九條都）

### 劇場アニメ
2005年
- ガラスのうさぎ
- クレヨンしんちゃん 伝説を呼ぶブリブリ 3分ポッキリ大進撃（プリティミサエス）

2006年
- 劇場版 どうぶつの森（ブーケ）
- 映画ドラえもん のび太の恐竜2006（男の子A）

2007年
- 映画ドラえもん のび太の新魔界大冒険 〜7人の魔法使い〜（バッター）
- 大ちゃん、だいすき。（咲）

2008年
- HELLS ANGELS（天鐘りんね）

2009年
- 8月のシンフォニー -渋谷2002〜2003（アイ）

2010年
- 劇場版デュエル・マスターズ 炎のキズナXX（ダブルクロス）!!（レッピ・アイニー）
- 蒼穹のファフナー HEAVEN AND EARTH（立上芹）

2011年
- 劇場版ポケットモンスター ベストウイッシュ ビクティニと黒き英雄 ゼクロム・白き英雄 レシラム（リーク、シキジカ）
- テレビまんが 昭和物語 劇場版（山崎裕子）

2012年
- 映画 スマイルプリキュア! 絵本の中はみんなチグハグ!（星空みゆき / キュアハッピー）
- 映画 プリキュアオールスターズシリーズ（2012年 - 2023年、星空みゆき / キュアハッピー) - 7作品
- 劇場版 BLOOD-C The Last Dark（求衛のの、求衛ねね）
- 劇場版ポケットモンスター ベストウイッシュ キュレムVS聖剣士 ケルディオ（ミジュマル）
- ストライクウィッチーズ 劇場版（宮藤芳佳）
- メロエッタのキラキラリサイタル（ミジュマル）

2013年
- 劇場版ポケットモンスター ベストウイッシュ 神速のゲノセクト ミュウツー覚醒（ミジュマル）
- ピカチュウとイーブイ☆フレンズ（ミジュマル）

2015年
- ガールズ&パンツァー 劇場版（角谷杏）
- CYBORG009 CALL OF JUSTICE（001 / イワン・ウイスキー）

2017年
- 映画 ふうせんいぬティニー なんだかふしぎなきょうりゅうのくに!（ラビィ）

2018年
- 劇場版 のんのんびより ばけーしょん（宮内ひかげ）

2019年
- ストライクウィッチーズ 劇場版 501部隊発進しますっ!（宮藤芳佳）

2020年
- 巨蟲列島（松岡歩美）

2021年
- 劇場版 美少女戦士セーラームーンEternal（ちびうさ / セーラーちびムーン） - 前後編
- 劇場版 Fate/kaleid liner プリズマ☆イリヤ Licht 名前の無い少女（田中）

2022年
- 機動戦士ガンダム ククルス・ドアンの島（フラウ・ボゥ）

2023年
- 劇場版 美少女戦士セーラームーンCosmos（ちびうさ / セーラーちびムーン） - 前後編

2024年
- 機動戦士ガンダムSEED FREEDOM（リデラード・トラドール）

2025年
- 名探偵コナン 隻眼の残像（舟久保真希）

### OVA
2001年
- HAPPY★LESSON（巫女C）

2005年
- アンパンマンとはじめよう! 生活ステップ1 元気100倍! みんなの1にち（シャンプーちゃん）

2006年
- アンパンマンとはじめよう! かぞえよう 1・2・3（ノネズミ六兄弟3）
- 蜜×蜜ドロップス（萩乃柚留）

2007年
- AIKa R-16:VIRGIN MISSION（真海エリ）
- ストライクウィッチーズ（宮藤芳佳）
- デッドガールズ（ルイーズ・メイヤー）

2008年
- ストリートファイターIV〜新たなる絆〜（さくら、家政婦）

2009年
- AIKa ZERO（真海エリ）
- To LOVEる -とらぶる- OVA（金色の闇）※コミックス第13巻 - 第18巻限定版に付属

2010年
- ときめきメモリアル4 始まりのファインダー（大倉都子）
- 夜桜四重奏シリーズ（2010年 - 2013年、槍桜ヒメ） - 2作品

2011年
- 僕は友達が少ない（志熊理科）※小説7巻の特装版に付属
- ピカチュウのサマー・ブリッジ・ストーリー（ミジュマル）

2012年
- ダンタリアンの書架（ターリア）
- 僕は友達が少ない あどおんでぃすく（志熊理科）
- To LOVEる -とらぶる- ダークネス（金色の闇、ティアーユ・ルナティーク、小暮幸恵）※コミックス第6・8・9・12・15巻限定版に付属
- 謎の彼女X〜謎の夏祭り〜（椿陽子）※コミック第9巻DVD付き限定版

2014年
- ガールズ&パンツァー「これが本当のアンツィオ戦です!」（角谷杏）
- 侵略!!イカ娘 2014SUMMER（古川蛍子）※コミックス第17巻OVA付き限定版
- ストライクウィッチーズ Operation Victory Arrow（2014年 - 2015年、宮藤芳佳）
- のんのんびより（2014年 - 2022年、宮内ひかげ） - コミックス第7・のんのんびよりりめんばーOAD付き特装版

2016年
- 機動戦士ガンダム THE ORIGIN（2016年 - 2018年、フラウ・ボゥ） - 2019年に再編集作品『THE ORIGIN 前夜 赤い彗星』テレビ放送

2017年
- ViVid Strike!（コロナ・ティミル） - 第2・3・4巻に収録
- ガールズ&パンツァー 最終章（2017年 - 2023年、角谷杏、クランベリー）

2019年
- Fate/kaleid liner Prisma☆Illya プリズマ☆ファンタズム（田中）
- 巨蟲列島（松岡歩美） - コミックス第6巻アニメ付き特装版
- まじもじるるも 完結編（チロ） - 原作第3部コミックス第9巻OAD付限定版

2020年
- 天地無用！魎皇鬼 第伍期（アーレア・バルタ）

2021年
- Fate/Grand Carnival（刑部姫）
- 蒼穹のファフナー THE BEYOND（立上芹）

2023年
- 蒼穹のファフナー BEHIND THE LINE（立上芹）

### Webアニメ
2010年代
- 美少女戦士セーラームーンCrystal（2015年、ちびうさ / セーラーちびムーン / ブラックレディ）
- ポケモンジェネレーションズ（2016年、カガリ）
- モンスターストライク（2018年、マーリン）
- 愛姫 MEGOHIME（2019年 - 2021年、木下ネネ）

2020年代
- 悪魔くん（2023年、土屋イチカ）
- ギーツエクストラ ギーツあにめ あなざーぐらんぷり（2023年、ホッパー1）
- 崩壊:スターレイル ショートアニメ（2024年、素裳）
- グリム組曲（2024年、シャルロッテ）
- Fate/Grand Order 藤丸立香はわからない Season2（2024年、刑部姫、アマゾネスA、犬士）

### ゲーム
1998年
- étude prologue 〜揺れ動く心のかたち〜（萩原麻美） - Win版・SS版

1999年
- ぷらすぷらむ（マナ）

2003年
- アヴァロンの鍵（イーノ）

2004年
- 解決!オサバキーナ（大沢木可憐、サバカレーヌ）

2005年
- 状況開始っ!（月山香耶）
- D.C. Four Seasons 〜ダ・カーポ〜 フォーシーズンズ（霧羽明日美）
- D.C.P.S. 〜ダ・カーポ〜 プラスシチュエーション（霧羽明日美）
- 武蔵伝II ブレイドマスター（ミュロル、ミュロレ）

2006年
- テイルズ オブ デスティニー（花売り） - PS2版

2007年
- アイドル雀士スーチーパイIV（春夏秋冬薫）
- 学研DS 大人の学習 金田一先生の日本語レッスン（ちよちゃん）
- クレヨンしんちゃんDS 嵐を呼ぶ ぬってクレヨ〜ン大作戦!
- シムーン 異薔薇戦争 〜封印のリ・マージョン〜（アーシュラ）
- みんなのGOLFポータブル2（メイ）
- 流星のロックマン2（響ミソラ）

2008年
- スティールプリンセス〜盗賊皇女〜（ククリ）
- ストリートファイターIV（春日野さくら）
- テイルズ オブ シンフォニア -ラタトスクの騎士-（アイーシャ）
- レッスルエンジェルス サバイバー2（寿零、神楽紫苑）
- ロザリオとバンパイア 七夕のミス陽海学園（黒乃胡夢）
- To LOVEる -とらぶる- ワクワク! 林間学校編（金色の闇）
- To LOVEる -とらぶる- ドキドキ! 臨海学校編（金色の闇）

2009年
- スターオーシャン4 -THE LAST HOPE-（レイミ）
- ストライクウィッチーズ -蒼空の電撃戦 新隊長 奮闘する!-（宮藤芳佳）
- ときめきメモリアル4（大倉都子、うさぎのぬいぐるみ）
- トリガーハート　エグゼリカ　エンハンスド（カルナ）
- ロザリオとバンパイア CAPU2 恋と夢の狂想曲（黒乃胡夢）

2010年
- アガレスト戦記2（リ・ラ＝ルア）
- ストライクウィッチーズ -あなたとできること A Little Peaceful Days-（宮藤芳佳）
- スターオーシャン4 -THE LAST HOPE- INTERNATIONAL（レイミ）
- ストライクウィッチーズ 白銀の翼（宮藤芳佳）
- ストライクウィッチーズ2 いやす・なおす・ぷにぷにする（宮藤芳佳）
- ひまわり -Pebble in the Sky- Portable（雨宮秋桜）

2011年
- ポケパーク2 〜Beyond the World〜

2012年
- あまつみそらに! 雲のはたてに（隠神穂乃里）
- ストリートファイター X 鉄拳（さくら）
- スマイルプリキュア! レッツゴー! メルヘンワールド（星空みゆき / キュアハッピー）
- たっち、しよっ! 〜Love Application〜（東雲真憂）
- 僕は友達が少ない ぽーたぶる（志熊理科）

2013年
- 鬼武者Soul（春日野さくら）
- 学☆王 -THE ROYAL SEVEN STARS- +METEOR（天宮寺・アクアリウス・海月）
- サモンナイト5（ルエリィ）
- スーパーロボット大戦UX（立上芹）
- テイルズ オブ シンフォニア ユニゾナントパック（アイーシャ）
- とある魔術と科学の群奏活劇（土御門舞夏）
- 願いの欠片と白銀の契約者（羽白光奈）
- LORD of VERMILION III（アンジェラ）

2014年
- ウルトラストリートファイターIV（さくら）
- M3〜ソノ黒キ鋼〜///MISSION MEMENTO MORI（弓月マアム）
- 俺の屍を越えてゆけ2（コーちん）
- ガールズ&パンツァー 戦車道、極めます!（角谷杏）
- グリモア〜私立グリモワール魔法学園〜（立華卯衣）
- コアマスターズ（ヤミー）
- To LOVEる-とらぶる- ダークネス -Idol Revolution-（金色の闇）
- To LOVEる -とらぶる- ダークネス バトルエクスタシー（金色の闇）
- ファンタシースター ノヴァ（リーティア）

2015年
- ウチの姫さまがいちばんカワイイ（白虎姫 白 豊珠）
- ガールフレンド（仮）（2015年 - 2023年、吉永和花那）
- グランブルーファンタジー（2015年 - 2024年、カルメリーナ、フェルルカ、トガヒミコ）
- ジョジョの奇妙な冒険 アイズオブヘブン（イギー）
- しんけん!!（大典田みつよ）
- テイルズ オブ ゼスティリア（エドナ）
- デュラララ!! Relay（三ヶ島沙樹）
- To LOVEる -とらぶる- ダークネス トゥループリンセス（金色の闇、ティアーユ・ルナティーク）
- ひまわり-Pebble in the Sky- PS Vita版
- ポポロクロイス牧場物語（マユリ）
- 嫁コレ（倉科明日香）
- ラングリッサー リインカーネーション -転生-（ルクレチア・オリフラム）

2016年
- 蒼の彼方のフォーリズム（倉科明日香）
- ストリートファイターV（春日野さくら）
- チェインクロニクル〜絆の新大陸〜（セト）
- 魔法図書館キュラレ（エリス）
- 勇者死す。（ビビ）
- スターオーシャン:アナムネシス（レイミ・サイオンジ）

2017年
- 白猫プロジェクト（マヤ）
- To LOVEる -とらぶる- ダークネス グラビアチャンス（金色の闇）
- プリキュア つながるぱずるん（星空みゆき / キュアハッピー）
- テイルズ オブ ザ レイズ（2017年 - 2022年、エドナ / 闇を纏うエドナ）
- 戦艦少女R（アルバコア、ティルピッツ）
- 限界凸城 キャッスルパンツァーズ（リドル）
- Fate/Grand Order（2017年 - 2025年、刑部姫、駒鳥） - 2作品
- スターオーシャン4 -THE LAST HOPE- 4K & Full HD Remaster（レイミ）
- バンドリ! ガールズバンドパーティ!（海野夏希）
- アクセル・ワールド エンドオブバースト（高野内琴 / コバルト・ブレード）

2018年
- ガールズ&パンツァー ドリームタンクマッチ（角谷杏）
- アズールレーン（伊吹）
- ポポロクロイス物語 ナルシアの涙と妖精の笛（セレン）
- 僕のヒーローアカデミア One's Justice（トガヒミコ）
- クイズRPG 魔法使いと黒猫のウィズ(ミオ・ツヅラオリ)
- ペルソナQ2 ニュー シネマ ラビリンス（ひかり）
- プレカトゥスの天秤（クラリス・マーテル）
- Shadowverse（2018年 - 2022年、ヴァッサゴ、ハクラビ、カティア 他）
- 八月のシンデレラナイン（高坂椿）

2019年
- ジョジョのピタパタポップ（イギー）
- ぷよぷよ!!クエスト（2019年 - 2021年、ちびうさ / セーラーちびムーン / スーパーセーラーちびムーン / エターナルセーラーちびムーン）
- とある魔術の禁書目録 幻想収束（土御門舞夏）
- 御城プロジェクト:RE（サン・レーオ城）

2020年
- 僕のヒーローアカデミア One's Justice 2（トガヒミコ）
- 戦姫ストライク（リリム）
- ワールドウィッチーズ UNITED FRONT（宮藤芳佳）
- アークナイツ（グレースロート）

2021年
- ワールドフリッパー（ライア）
- 9-nine-（九條都）
- 北斗の拳 LEGENDS ReVIVE（さくら）
- 僕のヒーローアカデミア ULTRA IMPACT（トガヒミコ）
- 少女廻戦 時空恋姫の万華境界へ
- テイルズ オブ アライズ（エドナ）
- 崩壊3rd（李素裳）
- シノビマスター 閃乱カグラ NEW LINK（ヤミ）

2022年
- ポーカーチェイス（熾天かむら）
- ブルーアーカイブ -Blue Archive-（2022年 - 2024年、棗イロハ）
- ガーディアンテイルズ（ルーシー）
- ゼノブレイド3（ミヤビ）
- 咲う アルスノトリア（グラムエルト）
- ジョジョの奇妙な冒険 オールスターバトルR（イギー）
- Echocalypse -緋紅の神約-（シェリー）
- 魔法使いの夜（駒鳥）

2023年
- 崩壊:スターレイル（素裳）
- レッド：プライドオブエデン（オニキス）
- 共闘ことばRPG コトダマン（トガヒミコ）
- 僕のヒーローアカデミア ULTRA RUMBLE（トガヒミコ）
- モンスターストライク（2023年 - 2024年、イギー、リデラード・トラドール、マジカル☆メルルンず〈マーリン〉）
- ポケモンマスターズEX（ボタン）
- ラストクラウディア（カイネ）

2024年
- 勝利の女神:NIKKE（フラジャイル）
- メタファー：リファンタジオ（ユーファ）
- 崩壊学園（鬼姫）
- アナザーエデン（イヅナ）
- モンソニ！（2024年 - 2025年、マーリン）

2025年
- ヘブンバーンズレッド（菅原愛子）

### ドラマCD
- あかいいと（桜木莉乃[209]）※コミックス第8巻ドラマCD付限定版
- エン女医あきら先生（香坂ユミ）
- お兄ちゃんと一緒（宮下桜）
- おまえをオタクにしてやるから、俺をリア充にしてくれ!（桜井小豆[210]）
- 解決!オサバキーナ（大沢木可憐）
- クラノア シリーズ（月嶋栞）
  - クラノア Hello Again
  - クラノア another girl
  - クラノア close to you
  - クラノア〜cry no more,smile for me
- ゲノム（エルエル）
- コーセルテルの竜術士物語 シリーズ（タータ）
  - コーセルテルの竜術士物語
  - コーセルテルの竜術士物語 〜海に行く話〜
- さあ 恋におちたまえ（坂下五男）
  - さあ 恋におちたまえ 2 - 4（坂下はずむ）
- さんかれあ（ばーぶ）
- SCENE IN THE SONG 〜featuring "ALIVE & KICKING"〜
- 新白雪姫伝説プリーティア 銀盤劇場 お母さんの花が消えた日（初）
- ストライクウィッチーズ2 ドラマCD 上巻・下巻（宮藤芳佳）
- 真・女神転生III-NOCTURNE（ピクシー）
- 葬儀屋リドル（シャル）
- 断章のグリム ドラマCD -小人と靴屋-（田上颯姫）
- デビルメイクライシリーズ（パティ）
- To LOVEる -とらぶる-（金色の闇）
- トリコロ（七瀬八重）
- なかよし公園2（なな）
- はこぶね白書（鎌場梅花）
- ひまわり（雨宮秋桜）
- びんちょうタン ドラマCD（ちくリン）
- BLACK CAT（イヴ）
- ブレイブウィッチーズ 雁淵孝美中尉扶桑日誌 舞鶴編（宮藤芳佳[211]）※BD&DVD 第6巻特典
- 僕は友達が少ない（志熊理科）
- まおゆう魔王勇者（女魔法使い）
- 魔法少女リリカルなのは The MOVIE 2nd A's ドラマ付き鑑賞券side-T（コロナ・ティミル）
- 魔法少女リリカルなのは Reflection ドラマCD付き特別鑑賞券【なのは&はやて編＋ボーナストラックVivid Strike! フーカ編】（コロナ・ティミル）
- 蜜×蜜ドロップス（萩乃柚留）
- ラブひな DVD-BOX 特典ドラマCD（真枝絵馬）

### 朗読CD
- 朗読ドラマ『8月のシンフォニー』

### 朗読公演
- STORY LIVE　福圓美里　『トガハラミ』（2020年9月14日、ミクサライブ東京 ホールミクサ）[212]

### 吹き替え

#### 映画
- アイドル追っかけ大作戦!（カイリー）
- アメリカン・グラフィティ（ジェーン〈ケイ・アン・ケンパー〉）※BD版
- 王の運命 -歴史を変えた八日間-（恵慶宮〈ムン・グニョン〉）
- カリフォルニア・ダウン（オリー・テイラー〈アート・パーキンソン〉）
- シチリアの恋（シャオヨウ〈チョウ・ドンユイ〉[213]）
- トラッシュ! -この街が輝く日まで-（ラット）
- 花嫁はギャングスター2（セリ）
- ハワード・ザ・ダック/暗黒魔王の陰謀（K.C.〈ホリー・ロビンソン〉）※VOD版
- リーサルレギオン（キャシディ・ハリス）
- リアル（ソン・ユファ〈チェ・ジンリ〉）
- 冷戦（シウロン）

#### ドラマ
- iCarly（フレディ・ベンソン〈ネイサン・クレス〉）※シーズン1 #25まで
- オーファン・ブラック 暴走遺伝子（サラ・マニング、他6役〈タチアナ・マスラニー〉）
- CSI:マイアミ7 #18（スザンヌ）
- 大風水（ユン・ヘイン〈キム・ソヨン〉）
- チャン・オクチョン（チェ・ムスリ〈ハン・スンヨン〉[214]）
- 爆発!デューク（ケイティ）
- HAWAII FIVE-0 シーズン4 #17（ケリー〈コナー・レスリー〉）
- ミディアム6 霊能者アリソン・デュボア #14（マロリー・ケッシンジャー）
- ラブレイン（ファン・インスク〈ファン・ボラ〉）

#### アニメ
- アクアキッズ（パム、シック）
- アンジェリーナはバレリーナ（アンジェリーナ）
- おさるのジョージ（カーラ）
- スター・ウォーズシリーズ
  - イウォーク物語（マラーニ、ワイリー）※DVD版
  - LEGO スター・ウォーズ:ヨーダ・クロニクル（ヴァアシュ・ティ）
- デンジャー&エッグ 〜なかよし2人のおかしな大冒険〜（D・D・デンジャー）
- プラウドファミリー（ピーボ）
- ベビー・ルーニー・テューンズ（ベビー・ペチュニア）
- MEG&MOG（モグ）
- ルーニー・テューンズ・ショー（ゴッサマー）

### デジタルコミック
- +Voice ANGEL PARA BELLUM エンジェルパラベラム（ミツル）
- VOMIC ゴーレム・ア・GO!GO!（2012年、ゴーレム）
- A-koe 怪談イズデッド（2015年、トイレの花子さん[215][216]）
- 怨霊奥様（2021年、丸ノ内真知留）
- Fate/Grand Order 藤丸立香はわからない（2021年、刑部姫[217]）
- 花は死にたがる（2021年、花守蓮[218]）
- 魔々勇々（2024年、魔王マママ[219]）
- ようこそ、ちるカフェへ！（2024年、小さいディアス[220]）
- 喪明けのコーヒーどんな味（2024年、矢指詩子[221]）

### 舞台
- Beloved「言奏〜ふたつの愛の物語〜」（キャサリン）
- K-GUN「FREEBIRD 〜ジュークボックスの追憶〜」（藍原美鈴）
- SHOWBIZPLANNING「ダーティー・マネー」（2009年、スーザン・スコット〈スコット家次女〉）
- 劇団岸野組「森の石松外伝 〜石松と土佐のよばれたれ〜」（2011年、お小夜）
- 演劇集団砂地「令嬢ジュリー」（2011年、ジュリー）
- スマイルプリキュア! ミュージカルショー（2012年、星空みゆき / キュアハッピー）
- 東京ジャンケン『あなたに会えてよかった〜Communicating Doors〜』中野ザ・ポケット（2013年5月、ジェシカ）
- 劇団ヘロヘロQカムパニー「無限の住人」（2016年2月11日 - 17日、全労済ホール／スペース・ゼロ） - 浅野凛 役
- 劇団ヘロヘロQカムパニー「無限の住人 完結編」（2018年5月13日 - 22日、全労済ホール／スペース・ゼロ） - 浅野凛 役
- 銀岩塩 VOL.3 LIVE ENTERTAINMENT「神ノ牙-JINGA-転生〜消えるのは俺じゃない、世界だ。〜」（2019年1月5日 - 14日、天王洲 銀河劇場） - シエラ 役
- 劇団おぼんろ「かげつみのツミ」（2019年5月22日 - 6月2日、王子BASEMENT MONSTAR）[222]
- ひとりしばい Vol.12「ラルスコット・ギグの動物園 裁判を受けたリスのモル」（2020年11月29日、MixaliveTOKYO Theater Mixa） - モル 役[223]
- あやめ十八番 第十六回公演「雑種 小夜の月」（2024年8月10日 - 18日、座・高円寺1）[224]
- JACROW #37「骨と肉」（2025年6月19日 - 22日〈予定〉、シアタートラム / 7月5日・6日〈予定〉、愛知県芸術劇場 小ホール）[225]

#### クロジ
- 第一回公演「壊れた玩具」（2005年1月28日 - 30日、ザムザ阿佐谷） - アリカ 役
- 第二回公演「ルームメイト」（2005年12月1日 - 4日、武蔵野芸能劇場） - 千恵子 役
- 第三回公演「CANDY☆LOVE 〜届けあたしの怨み節〜」（2006年7月7日 - 9日、コア石響）
- 第四回公演「浪漫女優」（2007年1月26日 - 28日、武蔵野芸能劇場）
- 第五回公演「アニメ大国ニッポン」（2007年8月24日 - 26日、TACCS1179）
- 第六回公演「桜屋敷の三姫」（2008年4月25日 - 27日、新宿シアターモリエール）
- 第七回公演「僕の愛した冒険」（2008年12月25日 - 28日、新宿シアターモリエール） - 田中ヨウコ 役
- 第八回公演「きんとと」（2009年10月1日 - 4日、シアターサンモール） - 睦 役[226]
- 第九回公演「エンガワノクラゲ」（2010年5月13日 - 16日、SPACE107） - 俵井なぎこ 役[227]
- 第十回公演「異説 金瓶梅」（2012年4月26日 - 30日、シアターサンモール）
- 第十一回公演「かみさまのおかお」（2012年12月19日 - 24日、俳優座劇場）
- 第十二回公演「ヒルコ」（2013年10月2日 - 6日、俳優座劇場）
- 第十三回公演「華の棺」（2014年9月17日 - 21日、俳優座劇場）
- 第十四回公演「パビリオンの星空」（2015年7月8日 - 12日、シアターサンモール）
- 第十五回公演「きんとと」再演（2016年8月24日 - 28日、全労済ホール／スペース・ゼロ）
- 第十六回公演「銀の国 金の歌」（2017年10月4日 - 9日、俳優座劇場）
- 第十七回公演「いと恋めやも」（2018年8月22日 - 26日、全労済ホール／スペース・ゼロ）
- 第十八回公演「ポリトゥスの蟲」（2019年7月3日 - 7日、こくみん共済coopホール／スペース・ゼロ）
- 第十九回公演「白い雪と赤い華」（2021年9月29日 - 10月5日、こくみん共済coopホール／スペース・ゼロ）

#### 水樹奈々座長公演
- 新宿コマ劇場座長公演“水樹奈々大いに唄う”「歌姫華仕置 疾風の奈々参上」（2008年10月11日、新宿コマ劇場） - 雀蜂のお陸 役（昼公演のみ）
- 中野サンプラザ座長公演“水樹奈々大いに唄う 弐”「異説龍馬維新伝」（2010年12月4日、中野サンプラザ） - 千葉さな子 役
- 両国国技館座長公演“水樹奈々大いに唄う 参”「光圀-meet, come on!-」（2013年3月3日、両国国技館） - おはね 役
- 国立代々木競技場第一体育館座長公演“水樹奈々大いに唄う 四”「新説 桃太郎英雄譚」（2016年1月24日、国立代々木競技場第一体育館） - 一寸法師 役

#### 降板
- 〜女子大小路の名探偵 新章〜 舞台「死は、ど真ん中に転げ落ちて」（2025年3月15日 - 23日、博品館劇場）[228]
  - 出演が予定されていたが、制作側の不手際により降板することが2025年1月27日に発表された[229][230]。

### ナレーション
- センニュウ★感（テレビ東京、2014年10月 - 2015年9月）
- 深夜に発見！ 新shock感 〜一度おためしください〜（テレビ東京、2017年4月 - 2021年3月）

### ラジオ
※はインターネット配信。
- あるてぃめっとれいでぃお（2005年、UG☆アルティメットガール公式サイト内※）
- BELOVED放送部 コトカナココカラ（Dragon Cafe ラジオ、「乙女部」コーナー担当）
- 水樹奈々 スマイルギャング（2002年 - 、文化放送・ラジオ大阪・東海ラジオ・九州朝日放送・南海放送・STVラジオ）
- RADIOアニメロミックス（2004年 - 2005年、文化放送・東海ラジオ・朝日放送ラジオ）
- RADIO BLACK CAT（2006年、音泉※）
- RG RADIO（2006年 - 2007年、音泉※）
- スーチーパイ ラジオSTATION S ハッピィPuPePo♪（2007年、音泉※）
- 『DARKER THAN BLACK-黒の契約者-』インターネット・ラジオ・スペシャル『25番目の星が流れる前に』（2007年、アニメイトTV※）
- ラジオ! ロザリオとバンパイア（2007年 - 2008年、音泉※）
  - ラジオ! ロザリオとバンパイアCAPU2（2008年 - 2009年、音泉※）
- STB 桜真町町内放送（2008年 - 2009年、アニメイトTV※）
- 福圓美里のラジオ8月のシンフォニー（2009年、超!A&G+※）
- 福圓美里と長谷川明子のまじかるうぇーぶっ![注 8]（2010年、ぺんしる公式サイト※・音泉※）
- プリまじレィディオ（2010年、ぺんしる公式サイト※）
- 501st JFW.OA〜第五〇一統合戦闘航空団公式放送〜（2011年 - 2016年、音泉※・HiBiKi Radio Station※）
- BLOOD-R（2011年 - 2012年、BLOOD-C公式サイト※）
- ラジオTo LOVEる -とらぶる- ダークネス 〜えっちぃのはキライですが素敵です♥〜（2012年 - 2013年、HiBiKi Radio Station※）[231]
- TVアニメ「夜桜四重奏」Web Radio「木曜から夜ザクラ」（2013年、アニメイトTV※）
- M3〜ソノ黒キラジオ〜（2014年、音泉※）[232]
- 関智・福圓のカンスト!（2014年 - 2017年、ラジ友※）
- ラジオ To LOVEる-とらぶる- ダークネス2nd 〜えっちぃのはキライですがやっぱり素敵です♥〜（2015年、HiBiKi Radio Station※）[233]
- 福圓美里・佐藤利奈のろヴらじ（2017年 - 2019年、超!A&G+※・AG-ON Premium※）[234]
- ガールズ&パンツァーRADIO カメさんチーム、卒業準備中!（2018年、音泉※）[235]

### ラジオCD
- ラジオCD「M3〜ソノ黒キラジオ〜」Vol.1

### CM
- アニメロミックス（ドワンゴ、2004年9月 - 2005年6月、顔出し出演）
- スマーフ2 アイドル救出大作戦!（2013年、ナレーション）[236]

### テレビ番組
- マシュマロ通信スペシャルニュース（2005年1月3日、テレビ東京）
- 花の声優界! スター☆ボウリング 新春から吠えて笑って大暴投SP
- ＃声優ぷらす（2018年10月5日・2019年4月21日、NHK総合）

### 特撮
2020年
- ウルトラマンZ（カネゴンの声）

2021年
- 機界戦隊ゼンカイジャー（2021年 - 2023年、セッちゃんの声） - 5作品
- セイバー+ゼンカイジャー スーパーヒーロー戦記（セッちゃんの声）

2023年
- 仮面ライダーギーツ（ホッパー1の声） - 2作品
- 仮面ライダーガッチャード（2023年 - 2025年、ホッパー1 / クロスホッパーの声、ミテミラーの声、エンジェリードの声、ケアリーの声、客） - 5作品

### 実写映画
- 輪廻（2006年、声の出演）

### 映像作品
- イベントDVD 「おおきく振りかぶって 〜オレらの夏は終わらない〜」

### ASMR
- 坊っちゃま耳かきのお時間です〜姉のような執事〜（2021年、千代）
- しあわせおうちでーと・九條都 〜あなたと、お泊まり新婚レッスンです〜（2021年、九條都）

### パチンコ・パチスロ
- Hard Boiled -グリフォンの幻影-（ナナ）
- CR花札物語（恭子）
- CR麻雀物語2〜めざせ！雀ドル決定戦！〜（れいな）
- パチスロ ウィッチマスター（ナナ・ロックベル[245]）

### 玩具
- 機界戦隊ゼンカイジャー ギアトリンガー -MEMORIAL EDITION-（2023年）
- 仮面ライダーガッチャード DXクロスホッパー（2024年）

### その他コンテンツ
- あっぱれ!? ガッカリ!? 噂のギャップさん（関西テレビ、ナレーション）
- 汐留スタイル!（ナレーション）
- ノワノワの世界（ポワポワ・ディアディア）
- ひらけごまテレビ（ポコポコ）
- なまらお茶の間バラエティ マリモリーン!（リモー、阿寒マリゾウ）
- 神様が用意してくれた場所（ナレーター）
- 『水樹奈々 スマイルギャング』1 - 5周年記念!
- スパモク!!・体当たりクイズ!イマジニアSUPER!（TBS、ナレーション）
- モテ福（2013年4月 - 、テレビ埼玉ほか）（オタマ、ナレーター（2016年5月6日以降）、怪盗キャッツマウス ルー）
- 嵐にしやがれ（2015年5月30日、日本テレビ、二宮金次郎）[246]
- Fate/Grand Order×リアル脱出ゲーム「謎特異点II ピラミッドからの脱出」（2019年、刑部姫[247]）

## ディスコグラフィ

### キャラクターソング
| 発売日   | 商品名                                                                                            | 歌 | 楽曲                                                             | 備考                                                                                    |
| 2005年   | 2005年                                                                                            | 2005年 | 2005年                                                           | 2005年                                                                                  |
| -------- | ------------------------------------------------------------------------------------------------- | --- | ---------------------------------------------------------------- | --------------------------------------------------------------------------------------- |
| 2月16日  | WHITE HEAT                                                                                        | 小春野白絹（福圓美里） | 「3センチメンタル」                                              | テレビアニメ『UG☆アルティメットガール』エンディングテーマ                               |
| 8月3日   | ふしぎ星の☆ふたご姫 プリンセスコレクション・レイン                                                | リオーネ（福圓美里） | 「まいにちがBrand New Day」                                      | テレビアニメ『ふしぎ星の☆ふたご姫』関連曲                                               |
| 2007年   |                                                                                                   | |                                                                  |                                                                                         |
| 3月28日  | ロックマンエグゼシリーズ ボーカル・アルバム                                                       | 響ミソラ（福圓美里） | 「ハートウェーブ」                                               | テレビアニメ『流星のロックマン』オープニングテーマ                                      |
| 2008年   |                                                                                                   | |                                                                  |                                                                                         |
| 2月14日  | 「ロザリオとバンパイア」キャラクターソング 2 黒乃胡夢                                             | 黒乃胡夢（福圓美里） | 「渚のデカメロン」                                               | テレビアニメ『ロザリオとバンパイア』挿入歌                                              |
| 2月14日  | 「ロザリオとバンパイア」キャラクターソング 2 黒乃胡夢                                             | 黒乃胡夢（福圓美里） | 「時に愛は」                                                     | テレビアニメ『ロザリオとバンパイア』挿入歌                                              |
| 3月26日  | 「ロザリオとバンパイア」キャラクターソング6 ザ・かぷっちゅ                                        | ザ・かぷっちゅ | 「冷たいロザリオ」                                               | テレビアニメ『ロザリオとバンパイア』挿入歌                                              |
| 3月26日  | 「ロザリオとバンパイア」キャラクターソング6 ザ・かぷっちゅ                                        | ザ・かぷっちゅ | 「時の河を越えて」                                               | テレビアニメ『ロザリオとバンパイア』挿入歌                                              |
| 8月20日  | STRIKE WITCHES 〜わたしにできること〜/ブックマーク ア・ヘッド                                     | 宮藤芳佳（福圓美里） | 「ブックマーク ア・ヘッド」                                      | テレビアニメ『ストライクウィッチーズ』エンディングテーマ                                |
| 8月22日  | o LOVEる -とらぶる- Variety CD その2                                                              | 金色の闇（福圓美里） | 「GOLDEN TRANCER」                                               | テレビアニメ『To LOVEる -とらぶる-』関連曲                                              |
| 10月3日  | o LOVEる -とらぶる- Variety CD その3                                                              | 金色の闇（福圓美里） | 「My name is "YAMI-chang"」                                      | テレビアニメ『To LOVEる -とらぶる-』関連曲                                              |
| 10月8日  | ストライクウィッチーズ エンディング・テーマ コンプリート・コレクション                            | 宮藤芳佳（福圓美里）、坂本美緒（千葉紗子） | 「ブックマーク ア・ヘッド Type-1」                               | テレビアニメ『ストライクウィッチーズ』エンディングテーマ                                |
| 10月8日  | ストライクウィッチーズ エンディング・テーマ コンプリート・コレクション                            | 宮藤芳佳（福圓美里）、リネット・ビショップ（名塚佳織） | 「ブックマーク ア・ヘッド Type-2」                               | テレビアニメ『ストライクウィッチーズ』エンディングテーマ                                |
| 10月8日  | ストライクウィッチーズ エンディング・テーマ コンプリート・コレクション                            | 宮藤芳佳（福圓美里）、ゲルトルート・バルクホルン（園崎未恵） | 「ブックマーク ア・ヘッド Type-3」                               | テレビアニメ『ストライクウィッチーズ』エンディングテーマ                                |
| 10月8日  | ストライクウィッチーズ エンディング・テーマ コンプリート・コレクション                            | 宮藤芳佳（福圓美里）、ペリーヌ・クロステルマン（沢城みゆき） | 「ブックマーク ア・ヘッド Type-8」                               | テレビアニメ『ストライクウィッチーズ』エンディングテーマ                                |
| 10月8日  | ストライクウィッチーズ エンディング・テーマ コンプリート・コレクション                            | 宮藤芳佳（福圓美里）、ミーナ・ディートリンデ・ヴィルケ（田中理恵） | 「ブックマーク ア・ヘッド Type-9」                               | テレビアニメ『ストライクウィッチーズ』エンディングテーマ                                |
| 10月8日  | ストライクウィッチーズ エンディング・テーマ コンプリート・コレクション                            | 宮藤芳佳（福圓美里）、坂本美緒（千葉紗子）、リネット・ビショップ（名塚佳織）、ペリーヌ・クロステルマン（沢城みゆき）、ミーナ・ディートリンデ・ヴィルケ（田中理恵）、ゲルトルート・バルクホルン（園崎未恵）、エーリカ・ハルトマン（野川さくら）、フランチェスカ・ルッキーニ（斎藤千和）、シャーロット・E・イェーガー（小清水亜美）、サーニャ・V・リトヴャク（門脇舞以）、エイラ・イルマタル・ユーティライネン（仲井絵里香） | 「ブックマーク ア・ヘッド Type-11」                              | テレビアニメ『ストライクウィッチーズ』エンディングテーマ                                |
| 2009年   |                                                                                                   | |                                                                  |                                                                                         |
| 3月18日  | ストライクウィッチーズ 秘め歌コレクション1 宮藤芳佳&坂本美緒                                      | 宮藤芳佳（福圓美里） | 「前略、一番会いたい人へ。」                                     | テレビアニメ『ストライクウィッチーズ』関連曲                                            |
| 3月18日  | ストライクウィッチーズ 秘め歌コレクション1 宮藤芳佳&坂本美緒                                      | 宮藤芳佳（福圓美里）、坂本美緒（千葉紗子） | 「プリズマティック主義」                                         | テレビアニメ『ストライクウィッチーズ』関連曲                                            |
| 3月18日  | ストライクウィッチーズ 秘め歌コレクション1 宮藤芳佳&坂本美緒                                      | 坂本美緒（千葉紗子）、宮藤芳佳（福圓美里） | 「旅愁」                                                         | テレビアニメ『ストライクウィッチーズ』関連曲                                            |
| 4月15日  | ストライクウィッチーズ 秘め歌コレクション4 宮藤芳佳&リネット・ビショップ&ペリーヌ・クロステルマン | 宮藤芳佳（福圓美里）、リネット・ビショップ（名塚佳織）、ペリーヌ・クロステルマン（沢城みゆき） | 「巴里の屋根の下」 「トライアングル・スクランブル」              | テレビアニメ『ストライクウィッチーズ』関連曲                                            |
| 4月15日  | ストライクウィッチーズ 秘め歌コレクション4 宮藤芳佳&リネット・ビショップ&ペリーヌ・クロステルマン | 宮藤芳佳（福圓美里） | 「START」                                                        | テレビアニメ『ストライクウィッチーズ』関連曲                                            |
| 4月15日  | ストライクウィッチーズ 秘め歌コレクション4 宮藤芳佳&リネット・ビショップ&ペリーヌ・クロステルマン | 宮藤芳佳+ | 「ブックマーク ア・ヘッド」                                      | テレビアニメ『ストライクウィッチーズ』関連曲                                            |
| 12月3日  | ときめきメモリアル4 Character Single Box                                                          | 大倉都子（福圓美里） | 「水の中のうさぎ」                                               | ゲーム『ときめきメモリアル4』関連曲                                                     |
| 2010年   |                                                                                                   | |                                                                  |                                                                                         |
| 10月20日 | Over Sky                                                                                          | 宮藤芳佳（福圓美里）、坂本美緒（世戸さおり） | 「Over Sky Type-1」                                              | テレビアニメ『ストライクウィッチーズ2』エンディングテーマ                               |
| 10月20日 | Over Sky                                                                                          | 坂本美緒（世戸さおり）、宮藤芳佳（福圓美里） | 「Over Sky Type-2」                                              | テレビアニメ『ストライクウィッチーズ2』エンディングテーマ                               |
| 10月20日 | Over Sky                                                                                          | 宮藤芳佳（福圓美里）、リネット・ビショップ（名塚佳織）、ペリーヌ・クロステルマン（沢城みゆき） | 「Over Sky Type-3」                                              | テレビアニメ『ストライクウィッチーズ2』エンディングテーマ                               |
| 10月20日 | Over Sky                                                                                          | 宮藤芳佳（福圓美里）、フランチェスカ・ルッキーニ（斎藤千和）、シャーロット・E・イェーガー（小清水亜美） | 「Over Sky Type-5」                                              | テレビアニメ『ストライクウィッチーズ2』エンディングテーマ                               |
| 10月20日 | Over Sky                                                                                          | 宮藤芳佳（福圓美里）、リネット・ビショップ（名塚佳織） | 「Over Sky Type-8」                                              | テレビアニメ『ストライクウィッチーズ2』エンディングテーマ                               |
| 10月20日 | Over Sky                                                                                          | 宮藤芳佳（福圓美里）、坂本美緒（世戸さおり）、ミーナ・ディートリンデ・ヴィルケ（田中理恵）、ペリーヌ・クロステルマン（沢城みゆき）、リネット・ビショップ（名塚佳織）、エーリカ・ハルトマン（野川さくら）、ゲルトルート・バルクホルン（園崎未恵）、フランチェスカ・ルッキーニ（斎藤千和）、シャーロット・E・イェーガー（小清水亜美）、サーニャ・V・リトヴャク（門脇舞以）、エイラ・イルマタル・ユーティライネン（大橋歩夕） | 「Over Sky Type-12」                                             | テレビアニメ『ストライクウィッチーズ2』エンディングテーマ                               |
| 11月24日 | もっとTo LOVEる -とらぶる- キャラクターCD2 美柑&闇                                                | 金色の闇（福圓美里） | 「ミステイク?!DEATH」                                            | テレビアニメ『もっとTo LOVEる -とらぶる-』関連曲                                        |
| 2011年   |                                                                                                   | |                                                                  |                                                                                         |
| 10月26日 | 残念系隣人部★★☆                                                                                   | 隣人部 | 「残念系隣人部★★☆（星ふたつ半）」                                | テレビアニメ『僕は友達が少ない』オープニングテーマ                                      |
| 2012年   |                                                                                                   | |                                                                  |                                                                                         |
| 3月21日  | ストライクウィッチーズ劇場版 オリジナル・サウンドトラック                                         | 石田燿子、第501統合戦闘航空団with服部静夏（内田彩） | 「約束の空へ 〜私のいた場所〜」                                  | 劇場アニメ『ストライクウィッチーズ 劇場版』主題歌                                       |
| 4月18日  | ストライクウィッチーズ劇場版 主題歌コレクション                                                   | 宮藤芳佳（福圓美里） | 「約束の空へ 〜私のいた場所〜」                                  | 劇場アニメ『ストライクウィッチーズ 劇場版』関連曲                                       |
| 7月18日  | スマイルプリキュア! ボーカルアルバム1〜ひろがれ! スマイルワールド!!〜                             | キュアハッピー / 星空みゆき（福圓美里） | 「ハッピー☆ソング」                                              | テレビアニメ『スマイルプリキュア！』関連曲                                              |
| 7月18日  | スマイルプリキュア! ボーカルアルバム1〜ひろがれ! スマイルワールド!!〜                             | キュアハッピー（福圓美里）、キュアサニー（田野アサミ）、キュアピース（金元寿子）、キュアマーチ（井上麻里奈）、キュアビューティ（西村ちなみ） | 「最高のスマイル」                                               | テレビアニメ『スマイルプリキュア！』挿入歌                                              |
| 9月5日   | 満開*スマイル！/笑う 笑えば 笑おう♪                                                               | スマイルプリキュア！ | 「笑う 笑えば 笑おう♪」                                          | テレビアニメ『スマイルプリキュア！』挿入歌                                              |
| 9月5日   | 織田信奈の野望 歌姫02 Music of the different world 前田犬千代/柴田勝家                            | 前田犬千代（福圓美里） | 「派手に行け！」                                                 | テレビアニメ『織田信奈の野望』関連曲                                                    |
| 11月28日 | スマイルプリキュア！ ボーカルアルバム2 〜みんな笑顔になぁれ！〜                                   | 星空みゆき（福圓美里）、日野あかね（田野アサミ） | 「友だち☆ジェットコースター」                                    | テレビアニメ『スマイルプリキュア！』関連曲                                              |
| 11月28日 | スマイルプリキュア！ ボーカルアルバム2 〜みんな笑顔になぁれ！〜                                   | キュアハッピー（福圓美里） | 「きらきら」                                                     | テレビアニメ『スマイルプリキュア！』関連曲                                              |
| 12月5日  | To LOVEる -とらぶる- ダークネス キャラクターシングル/金色の闇 starring 福圓美里                   | 金色の闇（福圓美里） | 「Beyond The Darkness」 「そして君と恋をする from 金色の闇」     | テレビアニメ『To LOVEる -とらぶる- ダークネス』関連曲                                   |
| 2013年   |                                                                                                   | |                                                                  |                                                                                         |
| 2月6日   | Be My Friend                                                                                      | 隣人部 | 「Be My Friend」                                                 | テレビアニメ『僕は友達が少ないNEXT』オープニングテーマ                                  |
| 2月6日   | 僕らの翼                                                                                          | 隣人部 | 「僕らの翼」                                                     | テレビアニメ『僕は友達が少ないNEXT』エンディングテーマ                                  |
| 4月24日  | To LOVEる -とらぶる- ダークネス キャラクターアルバム                                              | 金色の闇（福圓美里） | 「甘い世界」                                                     | テレビアニメ『To LOVEる -とらぶる- ダークネス』関連曲                                   |
| 4月24日  | To LOVEる -とらぶる- ダークネス キャラクターアルバム                                              | 金色の闇（福圓美里）、モモ・ベリア・デビルーク（豊崎愛生）、ララ・サタリン・デビルーク（戸松遥）、ナナ・アスタ・デビルーク（伊藤かな恵） | 「そして君と恋をする」                                           | テレビアニメ『To LOVEる -とらぶる- ダークネス』関連曲                                   |
| 10月2日  | ストライクウィッチーズ劇場版 秘め歌コレクション4                                                  | 宮藤芳佳（福圓美里） | 「Blue Canvas」                                                  | 劇場アニメ『ストライクウィッチーズ 劇場版』関連曲                                       |
| 10月2日  | ストライクウィッチーズ劇場版 秘め歌コレクション4                                                  | 宮藤芳佳（福圓美里）、坂本美緒（世戸さおり）、服部静夏（内田彩） | 「リバウ航空隊」 「Endless Sky」 「約束の空へ 〜私のいた場所〜」 | 劇場アニメ『ストライクウィッチーズ 劇場版』関連曲                                       |
| 11月27日 | 夜桜四重奏 キャラクターソングベスト&オリジナルサウンドトラック 桜新町の鳴らし方。                 | 槍桜ヒメ（福圓美里） | 「約束のヴェール」                                               | テレビアニメ『夜桜四重奏 〜ヨザクラカルテット〜』関連曲                                 |
| 11月27日 | 夜桜四重奏 キャラクターソングベスト&オリジナルサウンドトラック 桜新町の鳴らし方。                 | 槍桜ヒメ（福圓美里）、七海アオ（藤田咲）、五十音ことは（沢城みゆき） | 「かしましかしまっ！」                                           | テレビアニメ『夜桜四重奏 〜ヨザクラカルテット〜』関連曲                                 |
| 11月27日 | 夜桜四重奏 キャラクターソングベスト&オリジナルサウンドトラック 桜新町の鳴らし方。                 | 槍桜ヒメ（福圓美里）、比泉秋名（梶裕貴）、七海アオ（藤田咲）、五十音ことは（沢城みゆき）、岸恭助（小野大輔）、岸桃華（戸松遥）、V・じゅり・F（大久保藍子）、V・りら・F（茅野愛衣）、 | 「またねとまたね」                                               | テレビアニメ『夜桜四重奏 〜ヨザクラカルテット〜』関連曲                                 |
| 11月27日 | 夜桜四重奏 キャラクターソングベスト&オリジナルサウンドトラック 桜新町の鳴らし方。                 | 泉秋名（梶裕貴）、槍桜ヒメ（福圓美里） | 「鳴り響け！桜新町賛歌」                                         | テレビアニメ『夜桜四重奏 〜ヨザクラカルテット〜』関連曲                                 |
| 2014年   |                                                                                                   | |                                                                  |                                                                                         |
| 3月12日  | 映画プリキュアオールスターズ NewStage3 永遠のともだち                                             | キュアブラック（本名陽子）、キュアブルーム（樹元オリエ）、キュアドリーム（三瓶由布子）、キュアピーチ（沖佳苗）、キュアブロッサム（水樹奈々）、キュアメロディ（小清水亜美）、キュアハッピー（福圓美里）、キュアハート（生天目仁美）、キュアラブリー（中島愛） | 「プリキュア・メモリ（NewStage3 Version）」                      | 劇場版アニメ『映画 プリキュアオールスターズNewStage3 永遠のともだち』エンディングテーマ |
| 11月19日 | レディGO ハシャGO だいしゅーGO! たまごっち！                                                      | ゆめみっち（福圓美里）、キラリっち（豊口めぐみ） | 「キラキラ☆ドリーム」                                            | テレビアニメ『たまごっち！ 〜ゆめキラドリーム〜』挿入歌                                 |
| 11月19日 | レディGO ハシャGO だいしゅーGO! たまごっち！                                                      | キラキラガールズ | 「ロックン・ハート!」                                            | テレビアニメ『たまごっち！ 〜ゆめキラドリーム〜』オープニングテーマ                     |
| 11月19日 | レディGO ハシャGO だいしゅーGO! たまごっち！                                                      | ラブリン（真堂圭）、ゆめみっち（福圓美里）、キラリっち（豊口めぐみ） | 「ハッピーハッピーハーモニー(スペシャルバージョン) 」            | テレビアニメ『GO-GO たまごっち!』挿入歌                                                 |
| 2015年   |                                                                                                   | |                                                                  |                                                                                         |
| 3月18日  | ストライクウィッチーズ Operation Victory Arrow vol.2 エーゲ海の女神 秘め歌コレクション            | 宮藤芳佳（福圓美里）、山川美千子（佐藤有世） | 「ソウルフレンズ」                                               | OVA『ストライクウィッチーズ Operation Victory Arrow』関連曲                             |
| 12月9日  | To LOVEる -とらぶる- ダークネス 2nd キャラクターソングCD/ヘーキじゃないかも                       | 金色の闇（福圓美里）、黒咲芽亜（井口裕香） | 「ヘーキじゃないかも」 「最愛Darling!」                          | テレビアニメ『To LOVEる -とらぶる- ダークネス 2nd』関連曲                               |
| 2016年   |                                                                                                   | |                                                                  |                                                                                         |
| 5月1日   | ストライクウィッチーズ 秘め歌コンプリートBOX STRIKE WITCHES                                       | 宮藤芳佳（福圓美里）、坂本美緒（世戸さおり）、リネット・ビショップ（名塚佳織）、ペリーヌ・クロステルマン（沢城みゆき）、ミーナ・ディートリンデ・ヴィルケ（田中理恵）、ゲルトルート・バルクホルン（園崎未恵）、エーリカ・ハルトマン（野川さくら）、フランチェスカ・ルッキーニ（斎藤千和）、シャーロット・E・イェーガー（小清水亜美）、サーニャ・V・リトヴャク（門脇舞以）、エイラ・イルマタル・ユーティライネン（大橋歩夕） | 「Going up」                                                     | 『ストライクウィッチーズ』関連曲                                                        |
| 5月1日   | ストライクウィッチーズ 秘め歌コンプリートBOX STRIKE WITCHES                                       | 宮藤芳佳（福圓美里） | 「Going up」                                                     | 『ストライクウィッチーズ』関連曲                                                        |
| 5月25日  | ニュームーンに恋して/乙女のススメ                                                                 | ちびうさ（福圓美里） | 「乙女のススメ」                                                 | テレビアニメ『美少女戦士セーラームーンCrystal』第3期エンディングテーマ                  |
| 2017年   |                                                                                                   | |                                                                  |                                                                                         |
| 4月26日  | BanG Dream! オリジナル・サウンドトラック                                                          | CHiSPA［海野夏希（福圓美里）］ | 「Be shine, shining!」                                           | テレビアニメ『BanG Dream!』挿入歌                                                       |
| 2019年   |                                                                                                   | |                                                                  |                                                                                         |
| 1月9日   | ワールドウィッチーズシリーズ10周年記念 秘め歌コレクション特別版 Vol.4 扶桑皇国海軍篇              | 坂本美緒（世戸さおり） with 宮藤芳佳（福圓美里） | 「Fly up so high」                                               | 『ワールドウィッチーズ』関連曲                                                          |
| 1月9日   | ワールドウィッチーズシリーズ10周年記念 秘め歌コレクション特別版 Vol.4 扶桑皇国海軍篇              | 宮藤芳佳（福圓美里） with 坂本美緒（世戸さおり） | 「Fly up so high」                                               | 『ワールドウィッチーズ』関連曲                                                          |
| 1月9日   | ワールドウィッチーズシリーズ10周年記念 秘め歌コレクション特別版 Vol.4 扶桑皇国海軍篇              | 宮藤芳佳（福圓美里）、竹井醇子（浅野真澄）、雁淵孝美（末柄里恵） | 「Glow my heart」                                                | 『ワールドウィッチーズ』関連曲                                                          |
| 6月26日  | ストライクウィッチーズ 501部隊発進しますっ！ エンディング・テーマ・コレクション                   | 宮藤芳佳（福圓美里） | 「Treasure of life #1」                                          | テレビアニメ『ストライクウィッチーズ 501部隊発進しますっ！』エンディングテーマ          |
| 6月26日  | ストライクウィッチーズ 501部隊発進しますっ！ エンディング・テーマ・コレクション                   | 第501統合戦闘航空団 | 「Treasure of life #12」                                         | テレビアニメ『ストライクウィッチーズ 501部隊発進しますっ！』エンディングテーマ          |
| 10月2日  | ストライクウィッチーズ劇場版 501部隊発進しますっ！ ミュージック・コレクション                     | 第501統合戦闘航空団、服部静夏（内田彩） | 「Treasure of life」                                             | 劇場アニメ『ストライクウィッチーズ 劇場版 501部隊発進しますっ！』エンディングテーマ     |
| 10月2日  | ストライクウィッチーズ劇場版 501部隊発進しますっ！ ミュージック・コレクション                     | 第501統合戦闘航空団 | 「Fly up so high」                                               | 劇場アニメ『ストライクウィッチーズ 劇場版 501部隊発進しますっ！』関連曲                 |
| 2021年   |                                                                                                   | |                                                                  |                                                                                         |
| 2月10日  | 劇場版「美少女戦士セーラームーンEternal」 キャラクターソング集 Eternal Collection                 | スーパーセーラーちびムーン（福圓美里）、エリオス（松岡禎丞） | 「夢色の初恋」                                                   | 劇場アニメ『劇場版 美少女戦士セーラームーンEternal』関連曲                              |
| 2月10日  | 劇場版「美少女戦士セーラームーンEternal」 キャラクターソング集 Eternal Collection                 | エターナルセーラームーン（三石琴乃）、エターナルセーラーちびムーン（福圓美里）、エターナルセーラーマーキュリー（金元寿子）、エターナルセーラーマーズ（佐藤利奈）、エターナルセーラージュピター（小清水亜美）、エターナルセーラーヴィーナス（伊藤静）、エターナルセーラーウラヌス（皆川純子）、エターナルセーラーネプチューン（大原さやか）、エターナルセーラープルート（前田愛）、エターナルセーラーサターン（藤井ゆきよ） | 「Moon Effect」                                                  | 劇場アニメ『劇場版 美少女戦士セーラームーンEternal』関連曲                              |
| 2月24日  | ストライクウィッチーズ 第501統合戦闘航空団歌唱集-宮藤芳佳曹長-                                    | 宮藤芳佳（福圓美里） | 「ともに未来へ」 「Over Sky」                                    | テレビアニメ『ストライクウィッチーズ ROAD to BERLIN』関連曲                             |
| 2月24日  | ストライクウィッチーズ 第501統合戦闘航空団歌唱集-宮藤芳佳曹長-                                    | 宮藤芳佳（福圓美里） | 「君の翼に憧れて」                                               | テレビアニメ『ストライクウィッチーズ ROAD to BERLIN』エンディングテーマ                 |
| 3月31日  | ワールドウィッチーズ発進しますっ！ 第501統合戦闘航空団発進しますっ！                              | 宮藤芳佳（福圓美里）、リネット・ビショップ（名塚佳織）、ペリーヌ・クロステルマン（沢城みゆき） | 「カラフルエブリデイ」                                           | テレビアニメ『ワールドウィッチーズ発進しますっ！』エンディングテーマ                    |
| 3月31日  | ワールドウィッチーズ発進しますっ！ 第501統合戦闘航空団発進しますっ！                              | 第501統合戦闘航空団 | 「カラフルエブリデイ」                                           | テレビアニメ『ワールドウィッチーズ発進しますっ！』エンディングテーマ                    |
| 7月21日  | ワールドウィッチーズ 秘め歌コレクション デン・ヘルダー篇                                          | 宮藤芳佳（福圓美里）、 ペリーヌ・クロステルマン（沢城みゆき）、 服部静夏（内田彩） | 「Resonance〜with heart〜」                                      | 『ワールドウィッチーズ』関連曲                                                          |
| 7月21日  | ワールドウィッチーズ 秘め歌コレクション デン・ヘルダー篇                                          | 宮藤芳佳（福圓美里） | 「やさしい時間」 「カラフルエブリデイ」                          | 『ワールドウィッチーズ』関連曲                                                          |
| 11月10日 | ミニアルバム 機界戦隊ゼンカイジャー 4                                                             | セッちゃん（福圓美里） | 「セッちゃんのスーパー戦隊クイズ」                               | 特撮テレビドラマ『機界戦隊ゼンカイジャー』関連曲                                        |

### その他参加楽曲
| 発売日         | 商品名                                      | 歌       | 楽曲                                                                      | 備考                                      |
| -------------- | ------------------------------------------- | -------- | ------------------------------------------------------------------------- | ----------------------------------------- |
| 2003年7月26日  | プロテイン美里                              | 福圓美里 | 「プロテイン美里」 「美里GO!GO!」 「地球防衛軍」 「生まれたね生まれたよ」 | ラジオ『水樹奈々 スマイルギャング』関連曲 |
| 2003年11月27日 | 福圓美里 スマして・ギャフン special edition | 福圓美里 | 「MIRI」                                                                  | ラジオ『水樹奈々 スマイルギャング』関連曲 |

## ライブ

### 合同ライブ
| 出演日        | タイトル                            | 会場         |
| ------------- | ----------------------------------- | ------------ |
| 2024年1月21日 | 全プリキュア 20th Anniversary LIVE! | 横浜アリーナ |